# Bedreiging (Nederlands strafrecht)
Bedreiging met bepaalde zware misdrijven is in het Nederlandse strafrecht strafbaar gesteld als delict tegen de vrijheid. Deze vrijheid is niet slechts beperkt tot de fysieke vrijheid of de handelingsvrijheid van het slachtoffer, maar omvat ook zijn morele vrijheid en veiligheidsgevoel. 
Een bedreiging is alleen strafbaar indien met een van de opgesomde (zware) misdrijven wordt gedreigd, bijvoorbeeld een misdrijf tegen het leven of verkrachting. Ook moet de bedreiging voldoende duidelijk en concreet zijn. Daarnaast dient de bedreiging van zodanige aard te zijn en onder zodanige omstandigheden te geschieden, dat bij het slachtoffer de redelijke vrees kon ontstaan dat het feit waarmee gedreigd wordt zou kunnen worden gepleegd. 
Het is niet noodzakelijk dat het slachtoffer zich daadwerkelijk bedreigd heeft gevoeld of in zijn vrijheid belemmerd is. Voldoende is dat de bedreiging in zijn algemeenheid geschikt is om een dergelijke vrees op te wekken.

## Totstandkomingsgeschiedenis
Het eerste nationaal geldende strafwetboek van Nederland (het Crimineel Wetboek voor het Koninkrijk Holland van 1809) kende een aparte titel die gewijd was aan dwang-, gewelds-, en bedreigingsdelicten. Daarin stond echter geen algemene strafbaarstelling van bedreiging. In plaats daarvan stelden artikel 160–162 strafbaar: de zware bedreiging om iemand te dwingen tot het tekenen van een schriftelijk stuk (bijvoorbeeld een overeenkomst of lastgeving), de schriftelijke bedreiging met moord, verwonding of zware mishandeling, en de mondelinge bedreiging van gelijke aard en schriftelijke bedreiging van minder belang.
Het Crimineel Wetboek werd in 1811 vervangen door de Code Pénal. De Code stelde in verschillende artikelen bedreigingen (menaces) met zware misdaden strafbaar. Er werd een onderscheid gemaakt tussen de 'schriftelijke bedreiging met bevel of voorwaarde' (artikel 305 CP), 'schriftelijke bedreiging zonder bevel of voorwaarde' (artikel 306 CP), 'mondelinge bedreiging met bevel of voorwaarde' (artikel 307 CP) en 'brandbrieven' (artikel 436 CP). De Franse wetgever had, met uitzondering van de brandbrief in artikel 436 CP, alleen strafbaar gesteld bedreigingen met misdrijven die tegen personen gericht zijn (en dus niet bijvoorbeeld tegen zijn goederen).

### Wetboek van Strafrecht
O.R.O. Art. 308. Bedreiging met openlijk geweld met vereenigde krachten tegen personen of goederen, met eenig misdrijf waardoor de algemeene veiligheid van personen of goederen in gevaar wordt gebragt, met verkrachting, met feitelijke aanranding van de eerbaarheid, met eenig misdrijf tegen het leven gerigt, met zware mishandeling, of met brandstichting, wordt gestraft met gevangenisstraf van ten hoogste een jaar en zes maanden.
Indien deze bedreiging plaats heeft schriftelijk en onder een bepaalde voorwaarde, wordt zij gestraft met gevangenisstraf van ten hoogste drie jaren.

Bij de totstandkoming van het nieuwe Wetboek van Strafrecht (WvSr) van 1886 koos de wetgever ervoor om bijzonder zware bedreigingen apart strafbaar te stellen in een titel met misdrijven tegen de persoonlijke vrijheid. De gemene deler van deze misdrijven was volgens de wetgever dat zij wederrechtelijk inbreuk maakten op de persoonlijke vrijheid van personen, waarbij de wetgever met name dacht aan de vrijheid van beweging en de vrijheid van doen en laten. De memorie van toelichting was verder betrekkelijk kort over de noodzaak tot strafbaarstelling. Zij merkte daarover op dat 'sommige bedreigingen met zware misdrijven ... de persoonlijke vrijheid dermate aan[tasten], dat zij op zich zelve als misdrijf zijn aan te merken; zij kunnen hetzij tegen een bepaald persoon, hetzij tegen bepaalde groepen van personen, hetzij tegen het publiek gerigt zijn'. De oorspronkelijke bepaling uit 1886 kende slechts strafbaarstelling van bedreiging met openlijk geweld met verenigde krachten tegen personen of goederen; met enig misdrijf waardoor de algemene veiligheid van personen of goederen in gevaar wordt gebracht; met verkrachting; met feitelijke aanranding van de eerbaarheid; met enig misdrijf tegen het leven gericht; met zware mishandeling; of met brandstichting. 

#### Latere uitbreidingen
De eerste uitbreiding vond in 1989 plaats toen, ter uitvoering van het Verdrag inzake de voorkoming en bestraffing van misdrijven tegen internationaal beschermde personen, aan de bepaling toegevoegd werd de bedreiging met geweld tegen een internationaal beschermd persoon of diens beschermde goederen en de bedreiging met gijzeling. In 2006 werd het bestanddeel 'openlijk geweld met verenigde krachten' gewijzigd in 'openlijk in vereniging geweld plegen' zodat deze weer op een lijn kwam met de in 2000 gewijzigde strafbaarstelling van openbare geweldpleging in artikel 141 WvSr. Eveneens in 2006 werd het bestanddeel 'waardoor de algemene veiligheid van personen of goederen in gevaar wordt gebracht' vervangen door 'waardoor gevaar voor de algemene veiligheid van personen of goederen of gemeen gevaar voor de verlening van diensten ontstaat'. De reden voor deze wijziging was dat de Hoge Raad in een arrest had bepaald dat bedreiging met computervredebreuk niet onder het oude bestanddeel viel. In 2004 werd de bedreiging met een terroristisch misdrijf strafbaar gesteld in een nieuw derde lid. In 2010 werd een vierde lid toegevoegd dat een fors hogere maximumstraf stelde op de bedreiging met het oogmerk om een terroristisch misdrijf voor te bereiden.

## Beschermd rechtsgoed
Bedreiging met bepaalde zware misdrijven is in het Wetboek van Strafrecht opgenomen in de titel over misdrijven tegen de persoonlijke vrijheid. Dit karakter komt vooral bij de bedreiging onder voorwaarde duidelijk naar voren. De voorwaarde wordt immers middels de bedreiging aan het slachtoffer opgedrongen, waardoor diens handelingsvrijheid beperkt wordt. Er is, door de strafbaarstelling van artikel 285 WvSr, echter ook sprake van een zekere oprekking van het begrip persoonlijke vrijheid, doordat het niet noodzakelijk is dat de bedreigde ook echt belemmerd wordt in zijn vrijheid. Voldoende is dat de aard en de omstandigheden van de bedreiging dusdanig zijn dat de vrees voor een aantasting (van de persoonlijke vrijheid) zou kunnen ontstaan.
Het beschermde rechtsgoed wordt nog verder opgerekt doordat de strafbaarstelling niet slechts de handelingsvrijheid van het slachtoffer beschermt. Bij een blote bedreiging (zonder voorwaarden) ligt het accent niet op een beperking van de handelsvrijheid van het slachtoffer. Veeleer worden daar de morele vrijheid, het veiligheidsgevoel en de uitingsvrijheid van de bedreigde aangetast. Machielse denkt hier ook aan de persoonlijke rust van het slachtoffer; hij noemt dit een aantasting van de individuellen Rechtsfrieden. Daarnaast kan ook het openbare gezag een beschermd belang zijn, bijvoorbeeld als opsporingsambtenaren bedreigd worden bij de uitoefening van hun functie.

## Bedreiging
Bedreiging met openlijk in vereniging geweld plegen tegen personen of goederen, met geweld tegen een internationaal beschermd persoon of diens beschermde goederen, met enig misdrijf waardoor gevaar voor de algemene veiligheid van personen of goederen of gemeen gevaar voor de verlening van diensten ontstaat, met verkrachting, met feitelijke aanranding van de eerbaarheid, met enig misdrijf tegen het leven gericht, met gijzeling, met zware mishandeling of met brandstichting wordt gestraft ...

Artikel 285 WvSr stelt bedreiging met enkele zware misdrijven strafbaar. De delictsomschrijving geeft zelf geen invulling aan het begrip 'bedreiging'. In de literatuur is bedreiging wel omschreven als 'een door de bedreiger aan de bedreigde opzettelijk te veroorzaken nadeel in het vooruitzicht stellen' of 'iemand – middellijk of onmiddellijk – angst of vrees voor mogelijk daadwerkelijke aantasting van zijn persoon of goed aanjagen'.
De Hoge Raad hanteert als maatstaf dat 'de bedreiging van dien aard is en onder zodanige omstandigheden is geschied dat bij de betrokkene in redelijkheid de vrees kon ontstaan dat het misdrijf waarmee werd gedreigd zou kunnen worden voltooid'. Voor een veroordeling voor bedreiging dient daarom aan verschillende voorwaarden voldaan te zijn, namelijk:
1. Er is sprake van een bedreiging met een van de in lid 1 opgesomde misdrijven;
2. De bedreiging is ter kennis van de bedreigde gekomen;
3. De bedreiging is van dien aard dat de redelijke vrees kon ontstaan dat het misdrijf waarmee werd gedreigd ook zou worden gepleegd;
4. De bedreiging is onder zodanige omstandigheden geschied dat de redelijke vrees kon ontstaan dat het misdrijf waarmee gedreigd werd ook zou worden gepleegd;
5. De bedreiger heeft de bedreiging opzettelijk gepleegd.[18]

De bedreiging dient voldoende duidelijk en concreet te zijn. Het is niet noodzakelijk dat de bedreiger het misdrijf waarmee gedreigd werd ook wilde uitvoeren. De bedreigde hoeft zich niet daadwerkelijk bedreigd te hebben gevoeld, voldoende is immers dat die redelijke vrees kon ontstaan. Bedreiging is zodoende een gevaarzettingsdelict, omdat het beschermde rechtsgoed (de persoonlijke vrijheid) niet daadwerkelijk geschaad hoeft te zijn.

### Delictsbestanddelen

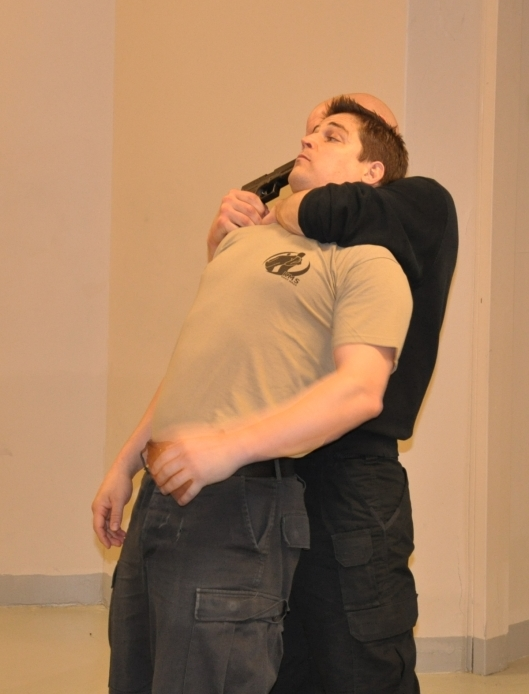
Een pistool op iemand richten is een typisch voorbeeld van een bedreiging door middel van daden.

Bedreigingen kunnen zowel mondeling als door middel van daden worden gepleegd. Een voorbeeld van een mondelinge bedreiging tegen het leven is de uiting 'ik ga jullie doodmaken'. Bedreiging tegen het leven door middel van daden kan bijvoorbeeld gepleegd worden door met een vuurwapen in de richting van iemand te schieten, of door als bestuurder van een voertuig met hoge snelheid op iemand af te rijden waardoor deze weg moet springen om niet geraakt te worden. Tevens dient de bedreiging van zodanige aard en onder zodanige omstandigheden gepleegd te zijn dat bij het slachtoffer de redelijke vrees kon ontstaan voor een inbreuk op zijn vrijheid. Dat oordeel is voornamelijk van feitelijke aard, waardoor de vraag wat wel en geen strafbare bedreiging is sterk casuïstisch is.

#### Bepaalde zware misdrijven
De bedreiging dient in alle gevallen een van de in artikel 285 WvSr opgesomde misdrijven te bevatten. Zodoende levert, bijvoorbeeld, de bedreiging met eenvoudige mishandeling geen strafbaar feit op. Voor bedreiging met openlijk in vereniging geweld plegen is vereist dat het geweld waarmee gedreigd wordt een openlijk karakter heeft. De Hoge Raad zoekt voor de invulling hiervan aansluiting bij het delict openbare geweldpleging. Dat betekent dat het geweld 'zich door onverholen, niet-heimelijk bedreven daden openbaart zodat daardoor de openbare orde wordt aangerand, zonder dat evenwel is vereist dat ten tijde en ter plaatse van het plegen van het geweld publiek aanwezig is'. Voor bedreiging met enig misdrijf tegen het leven gericht is het voldoende dat het slachtoffer kon vrezen dat de bedreigde 'het leven zou kunnen verliezen'. Bij bedreiging met zware mishandeling betreft het de vrees dat de bedreigde 'zwaar lichamelijk letsel zou kunnen bekomen'. De bedreiging met gijzeling moet volgens de wetgever overeenkomstig het delict gijzeling (artikel 282a WvSr) worden uitgelegd. Voor de bedreiging met geweld tegen een internationaal beschermd persoon of diens beschermde goederen kan aansluiting gezocht worden bij de strafbaarstellingen voor de aanslag op, geweldpleging tegen en aanranding van een internationaal beschermd persoon (artikel 117-117b WvSr).

#### Kennis van de bedreiging
Bij de bedreigde moet de redelijke vrees zijn ontstaan dat het misdrijf waarmee wordt gedreigd ook daadwerkelijk zou kunnen worden uitgevoerd. Dat betekent dat een strafbare bedreiging pas voltooid is als deze ter kennis van het slachtoffer is gekomen. De bedreiging kan onmogelijk indruk op het slachtoffer maken als hij zelf geen kennis draagt van de bedreiging. Een onhoorbare bedreiging, of een schriftelijke bedreiging die de bedreigde nooit bereikt, is dan ook niet strafbaar. Er kan dan wel eventueel sprake zijn van een poging tot bedreiging.
De bedreiging hoeft niet rechtstreeks aan het slachtoffer gericht te zijn. Zulke indirecte bedreigingen kunnen bijvoorbeeld gepleegd worden door het slachtoffer in een interview met een journalist te bedreigen, of door de bedreiging op sociale media te uiten, of door de bedreiging in een raptekst op internet te uiten. Doorslaggevend, voor strafbaarheid van de bedreiging, is in alle gevallen of het opzet van de verdachte erop gericht is dat de bedreiging het slachtoffer bereikt.
Een andere vraag is of het misdrijf waarmee gedreigd wordt gericht moet zijn tegen het slachtoffer. De Hoge Raad heeft meermaals overwogen dat voor een veroordeling ter zake van bedreiging met enig misdrijf niet vereist is dat dat misdrijf gericht is tegen de bedreigde persoon zelf. Het is daarom ook mogelijk om iemand te bedreigen met een misdrijf dat (bijvoorbeeld) tegen diens kinderen is gericht.

#### Aard en omstandigheden van de bedreiging
Een strafbare bedreiging moet naar zijn aard geschikt en onder dusdanige omstandigheden geuit zijn dat bij de bedreigde de redelijke vrees kon ontstaan dat het misdrijf waarmee werd gedreigd ook kon worden gepleegd. Het betreft een geobjectiveerde toets; hoe het slachtoffer zelf (subjectief) de bedreiging heeft ervaren doet er niet toe. Dit betekent, enerzijds, dat het niet nodig is dat de bedreiging 'werkelijk indruk op den bedreigde gemaakt heeft'. Anderzijds is het standpunt van het slachtoffer dat hij zich daadwerkelijk bedreigd gevoeld heeft onvoldoende om een strafbare bedreiging aan te nemen.
Bij de beoordeling of sprake is van een strafbare bedreiging wordt allereerst gekeken naar de 'aard' van de bedreiging. Volgens Janssens en Nieuwenhuis valt onder de aard van de bedreiging de vraag of deze 'op zichzelf beschouwd geschikt [is] om de vrijheid te belemmeren'. Een uitlating is op zichzelf beschouwd geschikt voor bedreiging als deze ondubbelzinnig naar een van de misdrijven in artikel 285 WvSr verwijst. Lindenberg spreekt in dit verband van 'expliciete bedreigingen'. Dit zijn volgens hem gedragingen waarvan 'iedereen die gedraging prima facie als bedreiging ... zou aanmerken', wat het geval is als 'de desbetreffende bedreiging onmiddellijk uit de gedraging lijkt te volgen'. Als voorbeelden van expliciete bedreiging noemt hij het richten van een pistool op iemands hoofd of de opmerking 'ik ga je vermoorden'. Een expliciete bedreiging hoeft echter niet noodzakelijk een strafbare bedreiging op te leveren. Bijvoorbeeld als de dader geen opzet had om te bedreigen of als uit de omstandigheden van de bedreiging blijkt dat er niet werkelijk sprake kon zijn van een redelijke vrees.
De 'omstandigheden' waaronder de bedreiging is gedaan vervullen daarom een dubbele rol. Enerzijds kan een uiting die naar zijn aard geschikt is om te bedreigen dat karakter verliezen door de omstandigheden waaronder zij gedaan is. Anderzijds kan een gedraging die op zichzelf beschouwd niet bedreigend is door de context juist wel een strafbare bedreiging worden. Een voorbeeld waarbij de context het bedreigende karakter van een handeling wegneemt is de reeds gefouilleerde en in een observatiecel opgesloten fietsendief die 'fuck you. Ik gooi een handgranaat' roept naar de aanwezige agenten. Onder deze omstandigheden is er volgens de Hoge Raad geen redelijke vrees dat de agenten het leven zouden kunnen verliezen. De aard van de bedreiging kan mede beïnvloed worden door de omstandigheden. Bijvoorbeeld in de zaak waarin de verdachte een computerspel had gemaakt waarbij de speler op poppetjes en konijnen moest schieten. Bij het spel stond de tekst 'shoot them motherfuckers' en op de poppetjes waren de hoofden van de slachtoffers geplakt. Ook hier is volgens de Hoge Raad niet zonder meer sprake van een redelijke vrees dat er daadwerkelijk geschoten zou worden.
De omstandigheden kunnen een onschuldige uiting ook een bedreigend karakter geven. Lindenberg spreekt in dit verband van 'impliciete bedreigingen'. Dat is volgens hem een gedraging waarvan 'het bedreigende karakter niet onmiddellijk uit de gedraging volgt, maar wel in die gedraging en de omstandigheden ligt opgesloten'. Hij noemt als voorbeeld een zwerver die om geld vraagt. Op zich is dit geen bedreiging, maar dat kan anders zijn als dezelfde zwerver eerder iemand heeft mishandeld toen deze weigerde geld te geven. In andere gevallen is er weliswaar sprake van een bedreiging, maar is dit geen expliciet strafbare bedreiging. Bijvoorbeeld de uitlating 'ik ga je pakken' of 'doe dit, anders zwaait er wat'. Dergelijke uitingen bevatten immers geen expliciete bedreiging met een zwaar misdrijf uit artikel 285 WvSr. De omstandigheden kunnen dit echter anders maken, bijvoorbeeld de opmerking tegen een beveiliger 'ik onthou je gezicht en als je in burger loopt dan pak ik je'. Uit de omstandigheden kan blijken dat de bedreiger doelt op een levensdelict, bijvoorbeeld als hij een collega-beveiliger kort daarvoor heeft bedreigd met de woorden 'jij gaat mij niet aanspreken, anders steek ik je neer. Als ik je in burger tegenkom, dan zal ik met je afrekenen'.
Het verschil tussen impliciete en expliciete bedreigingen doet zich vooral op strafprocessueel vlak voelen. Bij een heel expliciete bedreiging, bijvoorbeeld iemand die een mes trekt en roept dat die de ander gaat doden, ligt in de aard reeds overduidelijk besloten dat er sprake is van een strafbare bedreiging. In dat geval kan de rechter vrij eenvoudig aannemen dat de redelijke vrees voor een misdrijf is ontstaan. Bij impliciete bedreigingen zal de rechter echter duidelijk moeten motiveren waarom hij, ondanks het impliciete of dubbelzinnige karakter van de bedreiging, toch aanneemt dat de redelijke vrees heeft kunnen ontstaan. Dit kan vooral problematisch zijn indien de redelijke vrees opgewekt wordt door subtiele omstandigheden, zoals hoe iemand de bedreiging brengt of de lichaamshouding van de bedreiger.

#### Bedreiging door daden
Reeds vroeg na invoering van het Wetboek van Strafrecht in 1886 heeft de Hoge Raad bepaald dat bedreiging niet alleen door woorden maar ook door daden gepleegd kan worden. De Hoge Raad overwoog in 1899 'dat toch bij de bedreiging bij dit gedeelte van het artikel strafbaar gesteld niet gezegd wordt, dat die bedreiging met woorden zou moeten plaats vinden; dat integendeel de wetgever, waar hij sommige bedreigingen met zware misdrijven, van zoodanigen aard dat zij de persoonlijke vrijheid ernstig aantasten, op zich zelve als een misdrijf heeft aangemerkt, kennelijk het gewicht gelegd heeft op de bedreiging zelve en niet op de wijze waarop deze geschiedt'.
Voorbeelden van bedreiging door daden zijn er intussen in de jurisprudentie legio. Een standaardvoorbeeld is het met een auto op hoge snelheid afrijden op een persoon waardoor deze weg moet springen om niet geraakt te worden. Andere voorbeelden zijn: het versturen van een poederbrief, het tonen, doorladen en op iemand richten van een vuurwapen, en het aannemen van een gevechtshouding en met gebalde vuist slaan richting iemands hoofd. Een strafbare bedreiging leverde eveneens op het met een auto tot stoppen dwingen van een ander, vervolgens boos en druk gebarend op de ander toelopen, op de autoruiten slaan en vervolgens gedurende bijna bijna een uur met hoge snelheid achtervolgen van die ander.
Bij bedreiging door daden kan zich het probleem voordoen dat de gedraging, naar zijn uiterlijke verschijningsvorm, onder meerdere strafbepalingen valt. Bij de dader die met een vuurwapen in de richting van het slachtoffer schiet kan er bijvoorbeeld sprake zijn van een poging doodslag of een bedreiging met een misdrijf tegen het leven; de grens tussen bedreiging en poging kan dan lastig te bepalen zijn. Doorslaggevend is het opzet van de dader. Is de wil van de dader uitsluitend gericht op het veroorzaken van de redelijke vrees, dan is sprake van bedreiging. Wil de dader daarentegen het slachtoffer van het leven beroven, dan levert dit een poging doodslag op. Ook kan, aldus ook de Hoge Raad, een en dezelfde daad zowel een poging als een bedreiging opleveren.

#### Opzet
In de strafbaarstelling voor bedreiging is geen expliciet schuldbestanddeel opgenomen. Aangenomen wordt dat het begrip 'bedreiging' zelf al opzet veronderstelt. Het opzet dient zowel gericht te zijn op het daadwerkelijk ter kennis komen van bedreiging bij de bedreigde, als ook dat de aard en omstandigheden van de bedreiging zodanig zijn dat bij het slachtoffer de redelijke vrees kon ontstaan dat het misdrijf waarmee gedreigd werd had kunnen worden gepleegd. Voorwaardelijk opzet is al voldoende voor een veroordeling, waardoor het voldoende is als de bedreiger willens en wetens het aanmerkelijke risico heeft aanvaard op het teweegbrengen van de delictsvoorwaarden.
De bedreiger hoeft geen opzet te hebben op het misdrijf waarmee gedreigd wordt. Ook hoeft er in het geheel geen opzet te zijn op het uitvoeren van dat misdrijf. Ook als de dader nooit van plan is geweest om zijn bedreiging waar te maken – bijvoorbeeld doordat hij met een neppistool dreigt – kan er sprake zijn van een strafbare bedreiging. Voor een veroordeling voor bedreiging hoeft de rechter dus niet vast te stellen dat de verdachte het misdrijf ook daadwerkelijk wilde plegen. Machielse wijst er in dit verband op dat ook een als grap bedoelde bedreiging wel degelijk strafbaar kan zijn. Hetzelfde geldt voor een voorwaardelijke bedreiging (dat is de bedreiging waarbij het slachtoffer de waarschijnlijkheid van een misdrijf in het vooruitzicht wordt gesteld). Doorslaggevend is in alle gevallen of de uiting van de bedreiger dusdanig was dat de redelijke vrees op een misdrijf bij het slachtoffer kon worden opgewekt.

### Strafverzwarende omstandigheden
2. Indien deze bedreiging schriftelijk en onder een bepaalde voorwaarde geschiedt, wordt ze gestraft …

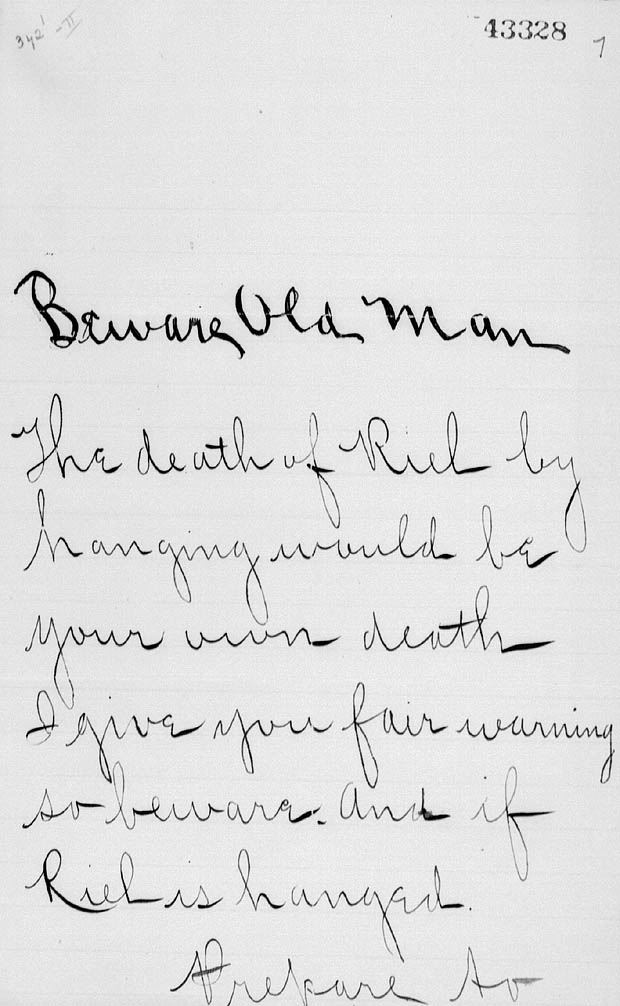
Een schriftelijke bedreiging onder een bepaalde voorwaarde: Let op: als Riel opgehangen wordt, zal jij ook sterven …

De bepaling inzake bedreiging kent ook nog enkele strafverzwarende omstandigheden. Het tweede lid van artikel 285 WvSr verhoogt de maximumstraf van twee naar vier jaar indien de bedreiging schriftelijk wordt geuit en aan een bepaalde voorwaarde is verbonden. Het medium waarop de op schrift gestelde bedreiging het slachtoffer bereikt doet er niet toe, volgens de Hoge Raad is doorslaggevend 'of de bedreiging de geadresseerde in leesbare vorm bereikt, ongeacht de wijze van overbrenging'. Te denken valt daarom niet alleen aan een brief, maar bijvoorbeeld ook aan nieuwe communicatiemiddelen als een sms-bericht, of het internet (via e-mail of chat bijvoorbeeld). De reden voor het fors hogere strafmaximum is volgens Machielse dat schriftelijke uitdrukkingen veel eerder dan mondelinge bedreigingen vast en overwogen plaatsvinden. Van Zijl wijst erop dat schriftelijke uitdrukkingen voorzien van een voorwaarde een veel grotere indruk op het slachtoffer plegen te maken.

#### Bedreiging met terroristisch misdrijf en oogmerk
3. Bedreiging met een terroristisch misdrijf wordt gestraft …
4. Indien het feit, omschreven in het eerste, tweede of derde lid, wordt gepleegd met het oogmerk om een terroristisch misdrijf voor te bereiden of gemakkelijk te maken, wordt …

In 2004 en 2009 werden nieuwe strafverzwarende omstandigheden in een derde, respectievelijk vierde, lid toegevoegd. Het derde lid stelt met zoveel woorden de bedreiging met een terroristisch misdrijf strafbaar en stelt daarop een maximumstraf van zes jaar. Een terroristisch misdrijf is, kort gezegd, een misdrijf gepleegd met het terroristisch oogmerk om de bevolking of een deel der bevolking van een land ernstige vrees aan te jagen, dan wel een overheid of internationale organisatie wederrechtelijk te dwingen iets te doen, niet te doen of te dulden, dan wel de fundamentele politieke, constitutionele, economische of sociale structuren van een land of een internationale organisatie ernstig te ontwrichten of te vernietigen. Het vierde lid voorziet in een strafverzwarende omstandigheid indien de bedreiging wordt gepleegd met het oogmerk om een terroristisch misdrijf voor te bereiden of gemakkelijk te maken. In dat geval kan de maximumstraf met een derde worden verhoogd.